# Црвена буржоазија
Црвена буржоазија  је појам којим се означава новонастала владајућа класа, слој повлашћених у ФНРЈ и СФР Југославији који су критички названи „црвени буржуји“. Односи се на руководство Комунистичке партије Југославије, касније Савеза комуниста Југославије. Југословенско социјалистичко друштво је према циљевима зацртаним од стране КПЈ тежило нестанку класа и општој једнакости свих, тако да је појава привилегованих и неједнакости у друштву изазвала кулминацију незадовољства представљену у Студентским демонстрацијама 1968. Студенти су током демонстрација 1968. истакли плакате: „Доле црвена буржоазија“, „Доле кнежеви социјализма“, „Лопови са црвеним књижицама!“, „Феудалци у дедињским вилама и мерцедесима!“, „Ми смо синови радног народа“, „Доста је корупције“, „Против све већег богаћења појединаца на рачун радничке класе – против акционарског социјализма – против незапослености која тера наше раднике у капиталистичке земље на рад“, „Свима једнаке услове за школовање“ и друге.

## Историја
Појам „црвена буржоазија“ се помиње и у филмовима црног таласа, попут Макавејевих Мистерија организма (1971) и Жилникових Раних радова (1969).
Прве критике на рачун нове класе у Југославији је изнио Милован Ђилас 1953. и 1954. у часопису Нова мисао и новинама Борба, у којима је критиковао стварање „нове касте“, привилегије, хијерархију, идејну искључивост, партијску државу, партијски монопол, корупцију, бирократизам, култ личности, стаљинизам и друго. Први помен израза „нова каста“ Ђилас је објавио у тексту „Почетак краја и почетка“ у Новој мисли у августу 1953, да би га неколико година касније замијенио изразом „нова класа“. Његов чланак „Анатомија једног морала“ (Нова мисао јануар 1954) директно се бави питањима „партијске елите“, након чијег објављивања је Нова мисао забрањена и угашена. У „Анатомији једног морала“ Ђилас директно критикује нову елиту:
| „                                                                           | У том ипак издвојеном и затвореном свијету, који се изван углачаних и помпезних скоројевићких канцеларија увијек кретао по истим — својим љетовалиштима, по истим — својим клубовима, по истим — својим вилама и истим — својим ложама у позориштима и на стадионима... | ” |
| — Милован Ђилас, Анатомија једног морала, Нова мисао, Београд (јануар 1954) | |   |

Због Ђиласових текстова руководство СКЈ је сазвало Трећи ванредни пленум СК СКЈ 16. и 17. јануара 1954. на коме је на основу реферата које су изнијели Јосип Броз и Едвард Кардељ одлучено да су Ђиласови ставови противни програму СКЈ те да се он искључује из Централног комитета, уклања са свих дужности у СКЈ и кажњава посљедњом опоменом. Након искључења, Ђилас је писао књиге и давао изјаве за штампу, што је довело до првог суђења у јануару 1955, након чега је био у затвору (1956-1961, 1962-1966) У овом периоду је написао више књига, а између осталог и дјело „Нова класа“.
У свом дјелу „Нова класа“ Ђилас директно критикује партијску бирократију и њене владарске привилегије, а саме партијске руководиоце назива новом повлашћеном владајућом класом. Ђилас је „Нову класу“ написао након првог суђења у јануару 1955, а због ње му је касније поново суђено.